# Олійник Андрій Федорович
Андрій Федорович Олійник (14 жовтня 1914, село Шарівка (або село Татаринці) Подільської губернії, тепер Хмельницького району Хмельницької області — ?) — український радянський партійний діяч, секретар Вінницького обласного комітету КПУ.

## Життєпис
Освіта вища. Працював вчителем в селі Вороновиці Вінницької області та завідувачем відділу народної освіти.
Член ВКП(б) з 1939 року.
З листопада 1939 року — в Червоній армії. Учасник німецько-радянської війни з червня 1941 року. Служив на політичній роботі в 126-му окремому батальйоні зв'язку 71-ї стрілецької дивізії. З 1942 року — інструктор із інформації політичного відділу 71-ї стрілецької дивізії 2-ї Ударної, 38-ї та 70-ї армій. Воював на Карельському, Волховському, Воронезькому, 1-му Українському, 1-му та 2-му Білоруських фронтах.
Після демобілізації перебував на відповідальній партійній роботі.
До 1957 року — завідувач відділу пропаганди і агітації Вінницького обласного комітету КПУ.
У квітні (затв.) 1957 — 15 січня 1963 року — секретар Вінницького обласного комітету КПУ з питань ідеології.
15 січня 1963 — грудня 1964 року — секретар Вінницького сільського обласного комітету КПУ з питань ідеології.
У грудні 1964 — 1976 року — секретар Вінницького обласного комітету КПУ з питань ідеології.
На 1985 рік — персональний пенсіонер.

## Звання
- молодший політрук
- капітан
- майор

## Нагороди
- орден Вітчизняної війни І ст. (6.04.1985)
- орден Вітчизняної війни ІІ ст. (5.04.1945)
- орден Трудового Червоного Прапора (26.02.1958)
- орден Червоної Зірки (29.11.1943)
- медаль «За бойові заслуги» (17.04.1943)
- медаль «За оборону Ленінграда»
- медаль «За перемогу над Німеччиною у Великій Вітчизняній війні 1941—1945 рр.»
- медалі
- Почесна грамота Президії Верховної Ради Української РСР (26.10.1964)